# Jong Java (jongerenorganisatie)

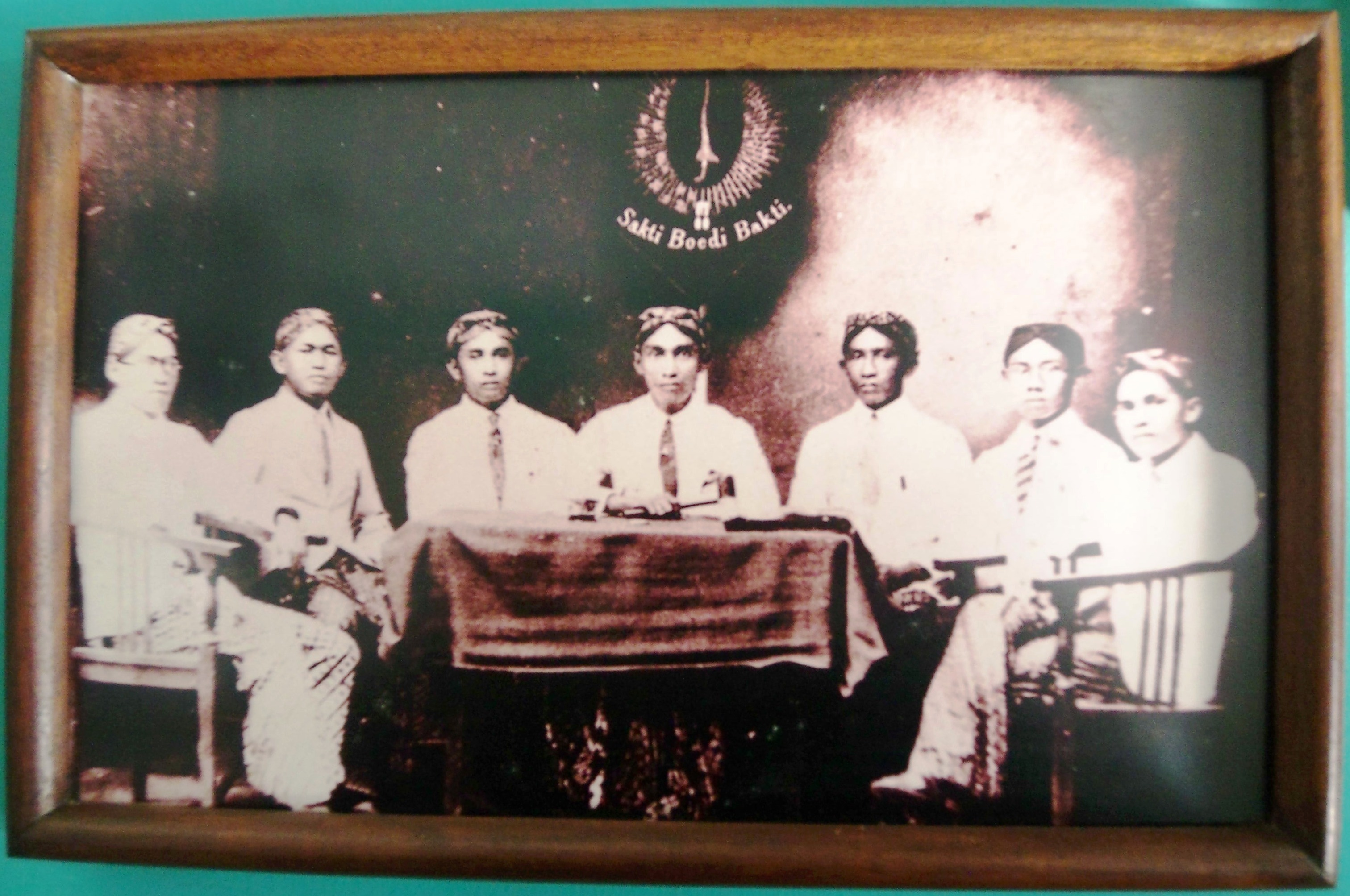
Foto van de oprichters van Jong Java.

Jong Java is een jongerenorganisatie opgericht door Satiman Wirjosandjojo in het STOVIA-gebouw op 7 maart 1915 met als initiële naam Tri Koro Dharmo (TKD) (Nederlands: "Drie Nobele Doelen"). Hij richtte deze jongerenvereniging op als tegenreactie op Boedi Oetomo, die als elitair werd beschouwd.

## Geschiedenis

### 1915–1921
Op het moment dat Tri Koro Dharmo werd opgericht, was de voorzitter Dr. Satiman Wirjosandjojo, met plaatsvervangend voorzitter Wongsonegoro, secretaris Sutomo en leden Muslich, Mosodo en Abdul Rahman. Tri Koro Dharmo streeft ernaar inheemse studenten te verenigen, interesse in kunst en de nationale taal te bevorderen en algemene kennis voor haar leden te bevorderen. Dit gebeurt onder meer door het houden van diverse bijeenkomsten en cursussen, het oprichten van instellingen die beurzen verstrekken, het houden van diverse kunstvoorstellingen en het uitgeven van het gelijknamige tijdschrift Tri Koro Dharmo.
TKD veranderde op 12 juni 1918 haar naam in Jong Java tijdens haar eerste congres dat werd gehouden in Solo dat bedoeld was om jongeren uit Sunda, Madura en Bali te kunnen verwelkomen. Nog drie jaar later of in 1921 ontstond het idee om Jong Java samen te voegen met de Jong Sumatranen Bond, maar dit ketste af.
Omdat de Javaanse studenten de meerderheid vormden binnen de vereniging, bleef deze vereniging Javaans van aard en dat was te merken op het Tweede congres, dat gehouden werd in 1919 te Yogyakarta, en dat bijgewoond door enkele leden die geen Javaans spraken. Het congres besprak echter verschillende belangrijke kwesties, waaronder:
- Militie voor de Indonesische natie
- De Javaanse taal veranderen om democratischer te worden
- Middelbare school
- De positie van Sundanese vrouwen
- Geschiedenis van het land van Sunda en
- De betekenis van het Javaanse nationale establishment in de volksbeweging.

Medio 1920 werd het Derde congres gehouden in Solo, Midden-Java en medio 1921 werd het Vierde congres gehouden in Bandung, West-Java. Tijdens de twee congressen was het doel om de idealen en bewustzijn van een Groot-Java te creëren en een gevoel van eenheid tussen de inheemse etnische groepen van Indonesië te ontwikkelen.

### 1921–1929
Op alle congressen die ooit zijn gehouden, beaamde Jong Java zich niet te mengen in politiek of politieke acties. In werkelijkheid kreeg deze jongerenorganisatie echter een behoorlijk sterke politieke invloed van de Sarekat Islam onder leiding van Agus Salim. Op haar congres in 1924 werd de invloed van de Sarekat Islam steeds meer voelbaar, met als gevolg dat verschillende figuren die de islamitische principes aanhingen uiteindelijk Jong Java verlieten en de Jong Islamieten Bond (JIB) gingen oprichten.
In 1925 verbreedde Jong Java haar blik en propageerde het idee van een Indonesische eenheid en het bereiken van een onafhankelijk Indonesië. In 1928 werd ernaar gestreefd om met de andere inheemse jongerenorganisatiessamen als Jong Sumatra, Jong Bantan, Jong Minahassa, Jong Celebes en Jong Ambon samen te smelten tot Indonesia Moeda (Jong Indonesië). De voorzitter, R. Koentjoro Poerbopranoto, benadrukte de Javaanse leden dat de ontbinding van Jong Java uitsluitend in het belang was van het moederland. Vanaf 27 december 1929 vormt Jong Java zich om tot Indonesia Moeda en hield daarmee op te bestaan.